# Eleitorado de Colônia

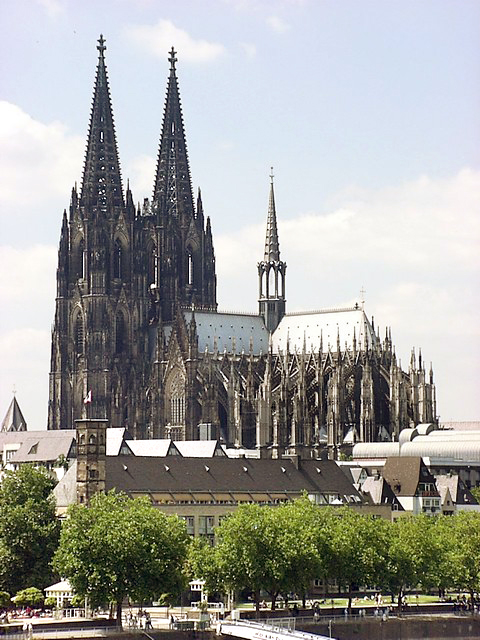
Catedral de Colônia

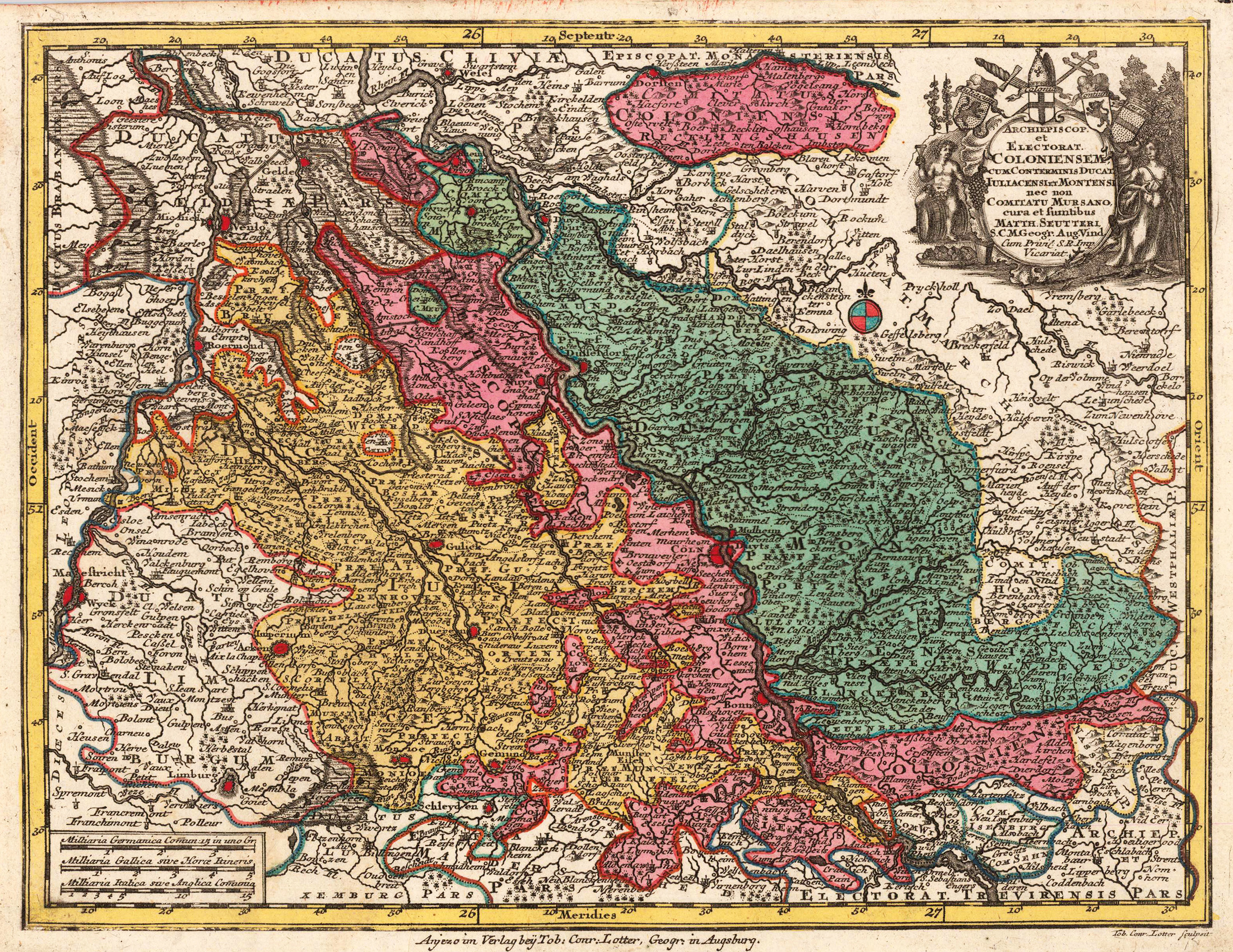
Eleitorado de Colônia (em vermelho) e Estados vizinhos na primeira metade do século XVIII.

O 'Eleitorado de Colónia (português europeu) ou Colônia (português brasileiro) ' (em alemão: Kurfürstentum Köln) foi um principado eclesiástico do Sacro Império Romano que existiu entre a primeira metade do século X e o início do século XIX. Consistia de um Hochstift - as possessões temporais - do arcebispo de Colônia e era governado por ele na qualidade de príncipe-eleitor. O eleitorado não deve ser confundido com a Arquidiocese Católica Romana de Colônia, que era maior e sobre a qual o arcebispo-eleitor apenas autoridade espiritual. Havia apenas dois outros príncipes-eleitores eclesiásticos no império: os do Eleitorado de Mainz e do Eleitorado de Tréveris. O arcebispo-eleitor de Colônia também era arquichanceler da Itália (um dos três reinos titulares componentes do Sacro Império Romano, os outros dois eram a Germânia e a Borgonha) e, como tal, era o segundo entre todos os príncipes eclesiásticos e seculares do Império, depois do arcebispo-eleitor de Mainz, e antes do de Tréveris.
A capital do eleitorado era Colônia, mas conflitos com os cidadãos coloneses fizeram com que o eleitor se mudasse para Bonn. A Cidade Imperial Livre de Colônia foi reconhecida após 1475, retirando-a da autoridade secular nominal do eleitor. Colônia e Bonn foram ocupadas pela França em 1794. Os territórios da margem direita do eleitorado foram secularizados em 1803 durante a mediatização alemã.
O território do Eleitorado de Colônia era menor do que o da Arquidiocese de Colônia, que incluía bispados sufragâneos como Liège e Münster. 

## História
Colônia era a antiga cidade romana de Colônia Agrippina na província de Germânia Inferior e possuía um bispado desde essa época. Em 953, os arcebispos de Colônia receberam pela primeira vez um notável poder secular, quando Bruno, o Grande foi nomeado duque por seu irmão, o imperador Oto I. Para enfraquecer a nobreza secular, que ameaçava seu poder, Oto dotou Bruno e seus sucessores com as prerrogativas dos príncipes seculares. Este foi o início do estado eleitoral de Colônia, formado pelas possessões temporais do arcebispado com a inclusão de um território ao longo da margem esquerda do Reno, a leste de Jülich, e o ducado da Vestfália (na margem direita do Reno), além de Berg e Mark.
Até o final do século XII, o arcebispo de Colônia era um dos sete eleitores do Sacro Imperador Romano. Além de príncipe-eleitor, também era arquichanceler da Itália também - tecnicamente desde de 1238 e permanentemente de 1263 até 1803. Na Batalha de Worringen (1288), o arcebispo foi capturado e forçado a conceder a autonomia quase total à cidade. Finalmente, ele mudou-se para Bonn para escapar de conflitos de jurisdição com o governo da cidade. Em 1475, Colônia tornou-se uma Cidade Imperial Livre, independente do arcebispo. O primeiro pogrom contra os judeus ocorreu em 1349, quando foram responsabilizados pela Peste negra e queimados em autos-da-fé. Tensões políticas surgiram a partir de questões sobre tributação, gastos públicos, regulação e supervisão do comércio, bem como sobre os limites da autonomia coletiva.
O comércio de longa distância no Báltico cresceu à medida que as grandes cidades comerciais se reuniam na Liga Hanseática, sob a liderança de Lübeck. Essa aliança mercantil, que chegou a reunir cerca de 100 cidades, estabeleceu e manteve um monopólio comercial sobre quase todo o norte da Europa e Báltico, florescendo entre 1200 e 1500 e perdendo gradativamente importância depois disso. As principais cidades eram Colônia no rio Reno, Hamburgo e Bremen no Mar do Norte e Lübeck no Báltico. As estruturas econômicas da Colônia medieval e pré-moderna estavam baseadas no maior porto da cidade, sua localização como pólo de transporte e seus comerciantes que criaram laços com seus pares em outras cidades hanseáticas.
Durante o século XVI, dois arcebispos de Colônia converteram-se ao protestantismo. O primeiro, Hermann von Wied, renunciou ao arcebispado no momento de sua conversão, mas Gebardo, Senescal de Waldburg, que se converteu ao calvinismo em 1582, tentou secularizar o arcebispado. Seu casamento, em fevereiro seguinte, e sua recusa em abandonar o território resultaram na eleição de um arcebispo e príncipe-eleitor concorrente, Ernesto da Baviera, irmão do duque Guilherme V da Baviera. Na guerra que se seguiu, o papa Gregório XIII financiou mercenários italianos e espanhóis e os católicos bávaros também enviaram um exército para apoiar Ernesto, enquanto a Holanda protestante apoiou von Waldburg. A guerra arruinou a maior parte da economia do eleitorado e muitas aldeias e cidades foram sitiadas e destruídas. O Cerco de Godesberg, entre novembro e dezembro de 1583, terminou com a destruição do Castelo de Godesberg e a morte da maioria de seus habitantes. Após muitos outros cercos, von Waldburg desistiu de suas reivindicações sobre o arcebispado e retirou-se com sua esposa para Estrasburgo. Ernesto tornou-se arcebispo - o primeiro grande sucesso da Contrarreforma na Alemanha. Sob a direção de Ernesto, os jesuítas supervisionaram a reintrodução do catolicismo no eleitorado. De 1583 a 1761, o arcebispado era efetivamente uma secundogenitura do ramo bávaro da Casa de Wittelsbach. Como o arcebispo neste período geralmente também detinha o Bispado de Münster (e muitas vezes o Bispado de Liège), ele foi um dos príncipes mais importantes do noroeste da Alemanha.
De 1597 até 1794, Bonn foi a residência do arcebispo-eleitor e, consequentemente, a capital do eleitorado.

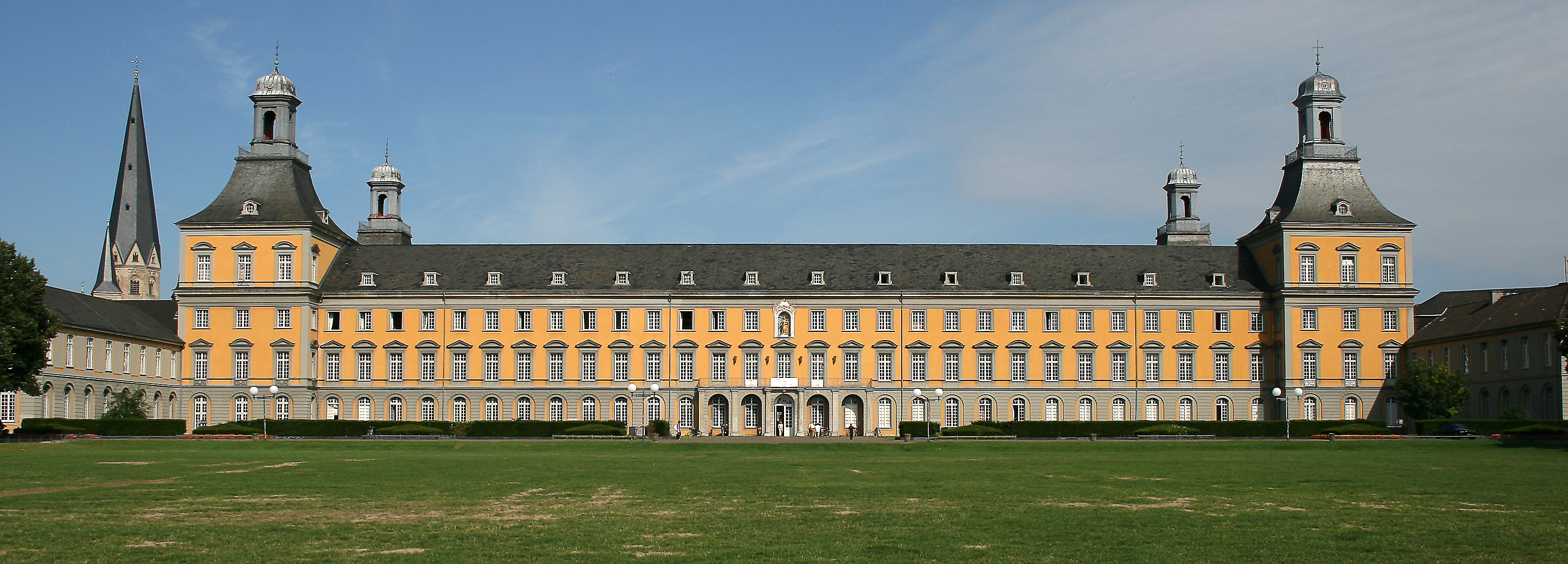
Palácio Eleitoral de Bonn.
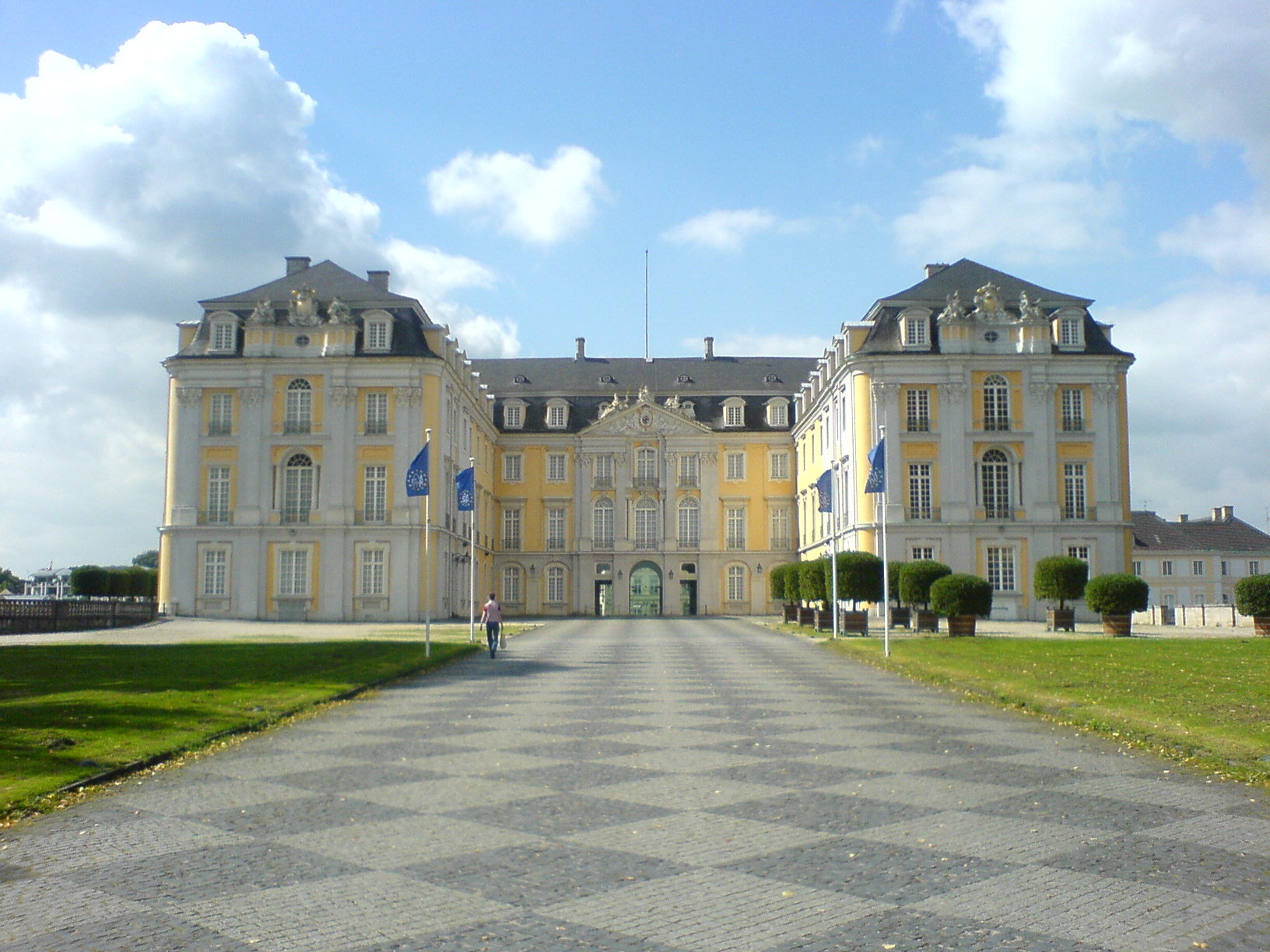
Palácio Augustusburg.

Depois de 1795, os territórios do eleitorado na margem esquerda do Reno foram ocupados pela França e formalmente anexados em 1801. Colônia passou a integrar o departamento de Roer e Bonn passou a integrar o departamento de Rhin-et-Moselle. O Reichsdeputationshauptschluss de 1803 secularizou o restante do arcebispado, entregando o Ducado da Vestfália ao Landgraviato de Hesse-Darmstadt e Vest Recklinghausen ao Duque de Arenberg. Colônia foi, no entanto, restabelecida como sede de um arcebispado católico em 1824, e é uma arquidiocese até os dias atuais.